# Chase Provincial Park
Chase Provincial Park är en park i Kanada.   Den ligger i provinsen British Columbia, i den centrala delen av landet, 3 600 km väster om huvudstaden Ottawa. Chase Provincial Park ligger 1 442 meter över havet.
Terrängen runt Chase Provincial Park är kuperad åt sydost, men åt nordväst är den bergig. Terrängen runt Chase Provincial Park sluttar österut. Trakten runt Chase Provincial Park är nära nog obefolkad, med mindre än två invånare per kvadratkilometer.. Det finns inga samhällen i närheten.
I omgivningarna runt Chase Provincial Park växer i huvudsak barrskog.